# Chlorophytum psammophilum
Chlorophytum psammophilum là một loài thực vật có hoa trong họ Măng tây. Loài này được Engl. & Gilg mô tả khoa học đầu tiên năm 1903.